# Marie Joseph Simon Alexis von der Weid
Marie Joseph Simon Alexis von der Weid, ou Joseph von der Weid né le 8 juin 1771 à Fribourg (Suisse), mort le 9 août 1802 à Saint-Domingue, est un général suisse de la Révolution française.
Il est le frère du général François Pierre Félix von der Weid (1766-1810).

## États de service
Il entre en service en 1781, comme cadet au régiment suisse de Waldner, et il passe sous-lieutenant en 1788. Le 31 août 1790, il se trouve à l’Affaire de Nancy, qui le marque profondément. Il est nommé lieutenant le 8 juin 1792, capitaine dans le bataillon du Rhin en août 1792, puis incorporé à la légion de Biron le 1er septembre 1792.
Le 1er novembre 1792, il devient aide de camp du général Sheldon à l’armée du Rhin, et le 2 février 1793, il est affecté à l’armée d’Italie. Il est blessé le 12 juin 1793,  au camp des Fourches dans le massif de l'Authion, et il reçoit son brevet de chef de bataillon le 11 mai 1794. Le 29 juin 1795, il prend la tête de la 16e demi-brigade d’infanterie légère, et il est blessé le 19 octobre 1796, à la Bataille d'Emmendingen.
Il est nommé chef de brigade provisoire sur le champ de bataille de Vérone le 5 avril 1799, et il est blessé le 20 juin suivant à Alexandrie. Il est confirmé dans son grade de chef de brigade le 22 juin 1799, et le 23 septembre 1799, il prend la tête du 31e régiment d’infanterie de ligne.
Le 2 mai 1800, il est affecté à l’armée de l’Ouest, et en décembre 1801, il est désigné pour faire partie de l’Expédition de Saint-Domingue. Il est promu général de brigade provisoire par le général Leclerc le 12 juin 1802.
Il meurt le 9 août 1802, de la fièvre jaune à Saint-Domingue.

## Sources
- (en) « Generals Who Served in the French Army during the Period 1789 - 1814: Eberle to Exelmans »
- Nicolas von der Weid, « Weid, Joseph von der » dans le Dictionnaire historique de la Suisse en ligne, version du 15 octobre 2013..
- (pl) « Napoléon.org.pl »
- Pamphile vicomte de Lacroix, La Révolution de Haïti, 1819, p. 514